# Rebecca Gilmore
Rebecca Gilmore   (Sydney, 13 de juny de 1979), de casada Manuel, és una saltadora australiana, ja retirada, que va competir en el tombant del segle XXI.
El 2000 va prendre part en els Jocs Olímpics d'Estiu de Sydney, on va disputar tres proves del del programa de salts. En el salt de palanca sincronitzada guanyà la medalla de bronze fent parella amb Loudy Tourky, mentre en palanca individual fou onzena i en el de trampolí de 3 metres dissetena.